# Episodi di Ted Lasso (prima stagione)
La prima stagione della serie televisiva Ted Lasso è stata distribuita sul servizio Apple TV+ dal 14 agosto al 2 ottobre 2020,in tutti i paesi in cui era disponibile il servizio.
| n° | Titolo originale             | Titolo in italiano           | Pubblicazione originale | Pubblicazione Italia |
| -- | ---------------------------- | ---------------------------- | ----------------------- | -------------------- |
| 1  | Pilot                        | Pilota                       | 14 agosto 2020          | 14 agosto 2020       |
| 2  | Biscuits                     | Biscotti                     | 14 agosto 2020          | 14 agosto 2020       |
| 3  | Trent Crimm: The Independent | Trent Crimm: The Independent | 14 agosto 2020          | 14 agosto 2020       |
| 4  | For the Children             | Per i bambini                | 21 agosto 2020          | 21 agosto 2020       |
| 5  | Tan Lines                    | Segni dell'abbronzatura      | 28 agosto 2020          | 28 agosto 2020       |
| 6  | Two Aces                     | Due assi                     | 4 settembre 2020        | 4 settembre 2020     |
| 7  | Make Rebecca Great Again     | Make Rebecca Great Again     | 11 settembre 2020       | 11 settembre 2020    |
| 8  | The Diamond Dogs             | I Diamond Dogs               | 18 settembre 2020       | 18 settembre 2020    |
| 9  | All Apologies                | Tutte scuse                  | 25 settembre 2020       | 25 settembre 2020    |
| 10 | The Hope that Kills You      | La speranza che ti uccide    | 2 ottobre 2020          | 2 ottobre 2020       |

## Pilota
- Titolo originale: Pilot
- Diretto da: Tom Marshall
- Scritto da: Jason Sudeikis, Bill Lawrence, Brendan Hunt e Joe Kelly (soggetto); Jason Sudeikis e Bill Lawrence (sceneggiatura)

### Trama
Rebecca Welton, recentemente divorziata, è la nuova proprietaria dell'AFC Richmond, una squadra di Premier League in difficoltà. Per vendicarsi del suo ex marito che l'ha tradita più volte, Rebecca decide di assumere l'allenatore più incompetente che riesce a trovare per rovinare il club, che era l'unica cosa che il suo ex abbia mai amato. A tal fine assume Ted Lasso, un allenatore di football americano di Kansas City. Ted aveva recentemente vinto un titolo con una squadra di football americano della seconda divisione, ma sfortunatamente non sa nulla di calcio. Arrivato a Richmond con il suo assistente, Coach Beard, cerca di integrarsi in questo nuova città grazie al suo essere positivo ed alla mano, ma la squadra lo odia comunque. È considerato un incompetente, ma ben presto diventa chiaro che è molto più intelligente di quanto in realtà sembri. Nel suo appartamento di notte, parla al telefono con suo figlio e sua moglie e rivela che ha accettato il lavoro solo perché sua moglie aveva voluto più "spazio".

## Biscotti
- Titolo originale: Biscuits
- Diretto da: Zach Braff
- Scritto da: Brendan Hunt e Jason Sudeikis (soggetto); Joe Kelly (sceneggiatura)

### Trama
Nel suo primo giorno all'AFC Richmond, Ted tenta di conquistare i giocatori e la dirigenza. Porta in regalo a Rebecca dei biscotti, lei respinge il suo tentativo di amicizia ma diventa ossessionata dai buonissimi biscotti. Vede rapidamente che la squadra ha una divisione nello spogliatoio: Roy Kent, una star che invecchia, è costantemente arrabbiato ed in contrasto con Jamie Tartt, un giovane talento ma troppo egoista. Vedendo che un altro giocatore, il nigeriano Sam Obisanya, ha nostalgia di casa, Ted gli organizza una festa di compleanno nello spogliatoio anche se la squadra aveva appena perso una partita. Non sapendo come conquistare Jamie, Ted chiede consiglio a Keeley, la ragazza di Jamie. Lei suggerisce di elogiarlo, cosa che fa Ted. Nel tentativo di causare più problemi alla squadra, Rebecca ha una fotografia scandalistica di Lasso e Keeley apparentemente in intimità l'uno con l'altro, con l'intento di farla pubblicare alla stampa e infuriare Jamie. A fine episodio si scopre che Ted prepara lui stesso i biscotti che porta a Rebecca.

## Trent Crimm: The Independent
- Titolo originale: Trent Crimm: The Independent
- Diretto da: Tom Marshall
- Scritto da: Jane Becker

### Trama
Venuti a conoscenza che il giornale scandalistico The Sun ha delle loro foto equivocabili, Ted e Keeley vanno da Rebecca. Rebecca riesce ad interrompere la loro pubblicazione, temendo che possano essere ricondotte a lei, ma in cambio Ted deve passare l'intera giornata con Trent Crimm, un giornalista ostico del The Independent. Crimm arriva scettico. Scopre che i nuovi schemi di Ted sono stati concepiti da Nate, il magazziniere. Quando Crimm gli chiede delucidazioni sulla festa che aveva organizzato per il compleanno di Sam dopo la sconfitta della settimana precedente, Ted gli dice che non è interessato a vittorie e sconfitte. Ted, Crimm e Roy vanno ad un evento scolastico locale e conquistano i bambini. Roy affronta con riluttanza Jamie e alcuni altri giocatori che hanno maltrattato Nate. Ted invita Crimm a cena, in un ristorante di proprietà dell'autista che è andato a prenderlo all'aeroporto. Ted, non avendo mai mangiato cibo indiano prima, non legge il menù ma si fa portare quello che consiglia lo chef, e nonostante il cibo sia estremamente piccante, lo mangia tutto per essere educato. L'articolo di Crimm sulla "Via del Lazo" è positivo e fa infuriare Rebecca.

## Per i bambini
- Titolo originale: For the Children
- Diretto da: Tom Marshall
- Scritto da: Jamie Lee

### Trama
La squadra perde di nuovo, rendendo il rapporto tra Roy e Jamie ancora più teso. Rebecca, mentre si sta preparando per il ballo annuale di beneficenza, scopre che Robbie Williams ha annullato inaspettatamente la sua partecipazione all'evento, quindi si affida ad Higgins per trovare un'alternativa all'altezza delle aspettative. Roy e Jamie litigano costantemente, provocando la follia di Keeley. Rupert, l'ex marito di Rebecca, arriva e gestisce l'asta. Ted, che sta cercando di controllare le discussioni di Roy e Jamie, deduce che Rupert è stato il responsabile della cancellazione di Robbie Williams per mettere in imbarazzo Rebecca. Rebecca in seguito si lega a Keeley e convince Keeley a rompere con Jamie. Roy e Jamie fanno pace e decidono di non litigare più. Rebecca, infuriata per l'apparizione improvvisa di Rupert (e per il fatto che abbia donato un milione di sterline all'evento di beneficenza per sembrare migliore di lei) si ubriaca con Keeley, e le due viaggiano su un risciò. Ted aiuta Higgins a trovare un artista di strada sconosciuto per sostituire il musicista precedente, e viene accolto con grande calore.

## Segni dell'abbronzatura
- Titolo originale: Tan Lines
- Diretto da: Elliot Hegarty
- Scritto da: Brett Goldstein

### Trama
La moglie di Ted, Michelle, e il figlio Henry, finalmente arrivano a Richmond, e si divertono insieme come una famiglia fino a quando Ted trova sua moglie in lacrime in soggiorno. Michelle gli confida che, sebbene desideri disperatamente il contrario, i suoi sentimenti per lui sono cambiati e la loro relazione non è più la stessa nonostante abbia continuato a tentare disperatamente di ritrovare il rapporto di prima, ma promette che continuerà a provare. Keeley partecipa ad un servizio promozionale che aveva organizzato per Jamie. Rebecca e Roy sembrano entrambi preoccupati che Keeley stia sprecando il suo tempo con Jamie, ma Keeley li rassicura che la sua relazione con Jamie è finita. In campo, Jamie continua a rifiutarsi di passare la palla ai suoi compagni di squadra e segna da solo, portando fan e commentatori a credere che l'AFC Richmond dipenda esclusivamente da lui. Ted durante la partita si accorge di quanto questo sia negativo per il morale della squadra e mette in panchina Jamie poco prima dell'intervallo. La decisione di Ted viene accolta con dure critiche da parte dei fan. Imperterrito, Ted incoraggia la sua squadra ad abbracciare il cambiamento e a credere in se stessi. La squadra lotta insieme strenuamente e riesce a schiodarsi dal pareggio e vincere la partita per 3-2. Ted, Beard e Nate gioiscono con la squadra. Più tardi quella sera, Ted dice a Michelle che non c'è bisogno che si sforzi e continui a provare per il suo bene a far funzionare il loro matrimonio, dicendo addio a lei e al figlio che salgono sul taxi diretti all'aeroporto.

## Due assi
- Titolo originale: Two Aces
- Diretto da: Elliot Hegarty
- Scritto da: Bill Wrubel

### Trama
Ted lotta emotivamente con la fine del suo matrimonio, ma è sostenuto dalla prima vittoria del Richmond. La stampa continua a trattare male Rebecca, chiamandola "Old Rebecca" dopo che Rupert inizia a frequentare Bex, la giovane ragazza con cui si è allontanato dalla serata di beneficenza, il cui nome completo è anche Rebecca. Jamie e Ted continuano a scontrarsi sul suo ruolo con la squadra. Quando Jamie comunica a Ted di "essersi infortunato", l'allenatore perde per la prima volta le staffe e rimprovera la giovane stella umiliandola di fronte a tutto lo spogliatoio; in questo frangente Colin e Isaac smettono di comportarsi come i suoi tirapiedi. Jamie vede il suo potere indebolirsi quando Dani Rojas, un nuovo giocatore entusiasta che è bravo quanto lui, si unisce alla squadra. I due formano una rivalità, ma Dani si infortuna misteriosamente e Ted viene a sapere del pensiero comune che attanaglia lo spogliatoio riguardante i fantasmi che infesterebbero l'infermeria della squadra. Ted fa sacrificare alla squadra qualcosa di speciale per spezzare la maledizione che i giocatori sono convinti sia nella sala, e nonostante fosse inizialmente riluttante al pensiero anche Jamie si unisce ai suoi compagni, dopo le parole ispiratrici di Keeley. Ted ha finalmente reso il Richmond un gruppo unito, ma la sua gioia dura poco perché la mattina dopo scopre che Jamie è stato ceduto al Manchester City, che aveva mandato l'attaccante in prestito al Richmond per la stagione. Dani cerca di tirarlo su di morale, ma non succede nulla. Rebecca lavora ancora per far deragliare la squadra.

## Make Rebecca Great Again
- Titolo originale: Make Rebecca Great Again
- Diretto da: Declan Lowney
- Scritto da: Joe Kelly e Brendan Hunt (soggetto); Jason Sudeikis (sceneggiatura)

### Trama
L'AFC Richmond si reca a Liverpool per la partita contro i rivali dell'Everton, che non sono stati in grado di battere negli ultimi sessant'anni. La partita si terrà nel fine settimana in cui cadrebbe l'anniversario di matrimonio di Rebecca e Rupert, quindi Keeley si unisce per rallegrare Rebecca. Incontrano la vecchia amica di Rebecca, Flo Collins, che prende subito in simpatia Ted. Quella notte, Ted, riluttante a firmare le carte del divorzio, si ubriaca e si arrabbia con Nate. La mattina dopo, Ted si scusa e chiede a Nate di condividere alcune delle sue idee. Nate fa alla squadra un discorso pre-partita stimolante, anche se offensivo, e i ragazzi vincono la partita. Quella sera, la squadra esce per festeggiare in un bar karaoke, dove Rebecca rivela la sua bella voce. Ted cerca di godersi la serata, ma ha un attacco di panico ed esce barcollando dall'edificio, dove Rebecca lo trova e lo conforta. Ted si ritira nella sua stanza d'albergo, dove riceve la visita di Flo. Roy bacia Keeley, poi se ne va all'improvviso.

## I Diamond Dogs
- Titolo originale: The Diamond Dogs
- Diretto da: Declan Lowney
- Scritto da: Leann Bowen

### Trama
Ted parla dei suoi problemi riguardanti Flo con Beard, Nate e Higgins, e soprannomina il gruppo "Diamond Dogs". Keeley parla con Roy e gli chiede di uscire per un caffè, ma lui rifiuta perché è occupato. Più tardi quella notte, Jamie, tornato a Londra per disputare la partita contro il West Ham, fa visita a Keeley e lei gli chiede di restare. Keeley in seguito ammette a Roy di essere andata a letto con Jamie, e Roy prova a parlare dei suoi problemi sentimentali con Ted, che chiede l'aiuto dei Diamond Dogs. Il quartetto aiuta Roy a guardare la situazione da un'altra prospettiva, e preso coraggio il capitano del Richmond torna da Keeley e la invita a cena. Ted ringrazia Rebecca per il suo aiuto durante il suo primo attacco di panico e si offre di aiutarla nell'incontro al pub che la donna avrà nel tardo pomeriggio con gli altri proprietari della squadra. Al pub Rebecca è accecata da Rupert, che minaccia di venire a ogni partita e criticare la sua gestione della squadra. In risposta, Ted fa una scommessa con Rupert su una partita a freccette. Ted vince, con grande gioia di Rebecca. Mentre stanno andando a cena, il bacio di Keeley e Roy viene ripreso da un paparazzo al che Roy, infastidito dall'invadenza, si impossessa della scheda di memoria. La mattina dopo nell'ufficio di Rebecca, Higgins si arrabbia con lei, stufo dei tentativi di boicottaggio alla squadra, e se ne va. Keeley irrompe subito dopo nell'ufficio, avendo realizzato il piano di Rebecca per rovinare la squadra e la avverte, delusa, che se non lo farà da sola, lo dirà lei stessa a Ted Lasso.

## Tutte scuse
- Titolo originale: All Apologies
- Diretto da: MJ Delaney
- Scritto da: Phoebe Walsh

### Trama
Rebecca non ha ancora trovato il coraggio di dire a Ted dei suoi tentativi di sabotare la squadra, in campo Roy sta mostrando la sua età e ci sono le prime avvisaglie della possibilità di metterlo in panchina. Ted si rifiuta di farlo, allontanando inizialmente questa idea. Dopo il suggerimento di Keeley, Rebecca cerca di parlare a Ted ma non riesce e rimanda la conversazione; subito dopo, Rupert arriva nel suo ufficio e le dice che sta per avere un bambino con Bex. Rebecca d'impeto prende coraggio, marcia nell'ufficio di Ted e confessa tutto, e lui una volta ascoltato il racconto della donna, la perdona facilmente. Ted dice a Roy che lo sta mettendo in panchina. Roy si sente tradito, sente di stare perdendo tutto quello che ha e che è, e va da Keeley, che gli fa capire che lui è più di un semplice calciatore. Essendo stata perdonata da Ted, Rebecca cerca Higgins e si scusa anche con lui. Higgins torna al club. Al pub, dopo che Ted continua ad affermare di non essere preoccupato per le vittorie o le sconfitte della squadra sul campo, Beard si infuria e gli dice con rabbia che vincere invece è importante per lui e per i giocatori. Ted rimasto solo trova Roy fuori dal pub e i due parlano. Roy ammette la sua età e comprende la decisione dell'allenatore e decidono di comune accordo che diranno che Roy è infortunato per non metterlo in imbarazzo in panchina. All'allenamento successivo però Roy sorprende Ted presentandosi e indossando davanti ai compagni la casacca delle riserve, accettando il suo nuovo ruolo, ma rimanendo ancora alla guida della squadra mentre si avvicina la loro ultima partita.

## La speranza che ti uccide
- Titolo originale: The Hope that Kills You
- Diretto da: MJ Delaney
- Scritto da: Joe Kelly e Jason Sudeikis (soggetto); Brendan Hunt (sceneggiatura)

### Trama
Nate viene promosso allenatore in seconda e mostra una video intervista di Jamie, ma dopo che l'ex compagno insulta la squadra, Isaac scaglia una sedia contro lo schermo; dopo aver sentito le ingiuriose parole dell'ex compagno, il Richmond è motivato a vincere la partita. Rebecca ispira Ted a provocare il caos in campo e a confondere l'altra squadra. Il Manchester City passa in vantaggio per 1-0 nel secondo tempo, ma il Richmond, grazie ad uno schema che Ted usava in America, chiamato "Lasso special", crea un'occasione, con la palla che arriva a Dani che segna pareggiando la partita; tuttavia, il loro entusiasmo si spegne subito poiché Jamie fa un assist a un compagno di squadra che segna e chiude la partita. Con il cuore spezzato dal risultato e dalla retrocessione, Ted tenta di rallegrare tutti con alcuni consigli che ha offerto a Sam all'inizio della stagione, e che insieme ce la faranno. Il coach Beard porta a Jamie una busta di Ted con una lettera di congratulazioni per il passaggio extra e un soldatino che si prende cura di lui, dopo aver visto suo padre rimproverarlo per non aver segnato. All'incontro con Rebecca la mattina dopo, Ted tenta di dimettersi, ma lei lo respinge; invece, insieme decidono di tentare di vincere la promozione la prossima stagione, e poi di vincere la Premier League una volta tornati.